# Wildbiene

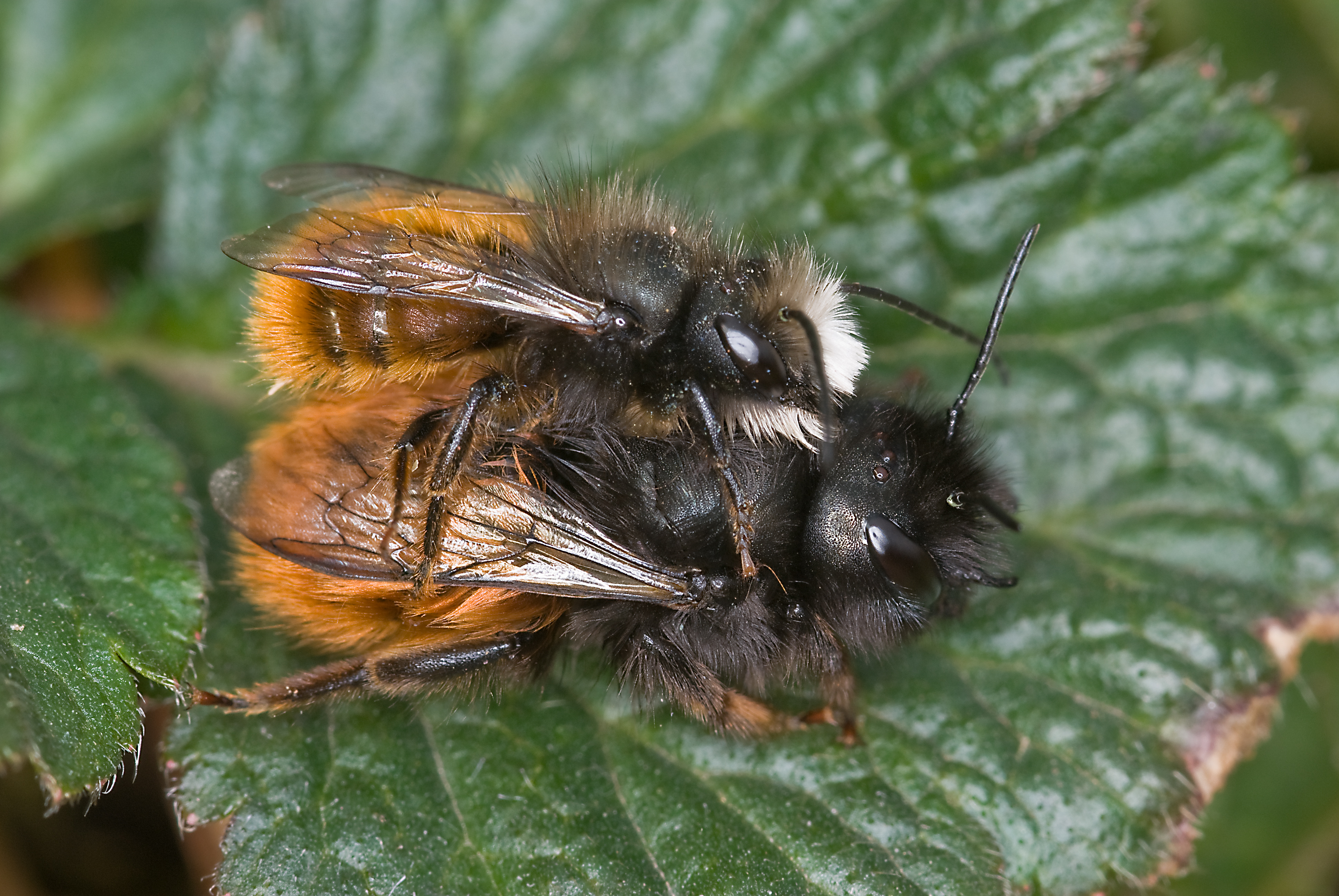
Pärchen der Gehörnten Mauerbiene in Prä- oder Postkopula

Als Wildbienen bezeichnet man sämtliche Arten der Bienen aus der Überfamilie Apoidea mit Ausnahme der als Nutztiere gehaltenen Honigbienen. Der Begriff Wildbiene hat keine Relevanz in der biologischen Systematik.
In der Zoologie war auch schon der Name Blumenwespen als Bezeichnung für diese Gruppe der Bienen geläufig. Damit drückte man die Ähnlichkeit mancher Bienengruppen, z. B. Maskenbienen oder Blutbienen, mit den verwandten Grabwespen aus. Für größere, pelzigere Arten, etwa Pelzbienen oder Hummeln, ist diese Bezeichnung aber nicht passend. Inzwischen wird diese Benennung auch kaum noch verwendet.
Der Begriff Wildbiene wird heute verwendet, um in Publikationen für die breite Öffentlichkeit, etwa Tipps zum Naturschutz, eine Abgrenzung zur Imkerei aufzuzeigen. Bei der umgangssprachlichen Bezeichnung Biene ist häufig die bekannteste Bienenart, die Westliche Honigbiene gemeint. Frei in der Natur lebende Kolonien von Honigbienen werden umgangssprachlich als „wilde Bienen“, „wildlebende Honigbienen“, „Wildvölker“, „Wildbienen“ oder „verwilderte Honigbienenkolonien“ bezeichnet.

## Lebensweise

### Allgemein
Es werden ca. 30.000 unterschiedliche Wildbienenarten auf der Erde beschrieben, davon in Deutschland je nach Expertise, Alter der Publikation und verwendetem Artkonzept 548, gut 550 oder 574. In Baden-Württemberg leben dabei etwa doppelt so viele Arten wie in Schleswig-Holstein.
Die Arten unterscheiden sich optisch durch Größe, Färbung oder Musterung, sind aber vielfach nur schwer bis zur Art bestimmbar. Sie zeigen Längen zwischen 1,3 Millimetern und drei Zentimetern.
Gravierend verschieden sind hingegen die bevorzugten Nahrungspflanzen und Nistplatzanforderungen. Viele solitär lebende Wildbienen sind auf eine einzige Pflanzenart oder Gattung angewiesen, sind also Nahrungsspezialisten (oligolektische Arten). Diese Arten sind also auch auf die Blühzeit ihrer Nahrungspflanzen angewiesen. Andere Arten hingegen können Pollen von verschiedenen Pflanzen nutzen, sind also eher Generalisten (polylektische Arten). Diese Arten können dann auch längere Zeit im Jahr aktiv sein. Staatenbildende Bienen wie die Hummeln und manche Schmalbienen (Lasioglossum) sind ebenso wie die Honigbiene polylektisch. Stets dient der Pollenvorrat als Nahrung für die Larven. Die erwachsenen (adulten) Tiere nehmen als Betriebsstoff insbesondere Nektar auf.
Der Pollen wird unterschiedlich zum Nest transportiert. Wichtig ist dabei meistens, dass die Bienen verzweigte Haare haben. Viele Arten transportieren den Pollen mit den Hinterbeinen (Beinsammler), zum Beispiel die Gattungen Lasioglossum, Halictus und Macropis. Die Sandbienen (Andrena) haben zusätzlich zu den Sammelhaaren an den Beinen auch ein mit Haaren umstandenes „Körbchen“ an den Hinterseiten des Thorax. Die Hummeln tragen ebenso wie die Honigbienen den angefeuchteten Pollen auf der Außenseite der Hinterbeine, die glatt ist, aber mit Haaren umgeben („Höschen“). Die Arten der Megachilidae haben an der Ventralseite des Hinterleibes dichte Haare („Bauchbürste“), mit denen sie den Pollen transportieren. Die Maskenbienen und Holzbienen verschlucken den Pollen und transportieren ihn im Kropf, aus dem sie ihn im Nest (mit dem ebenso gesammelten Nektar) wieder auswürgen.
Eine Besonderheit sind ölsammelnde Bienen wie die Macropis europaea, die an Gilbweiderich Pflanzenöl sammeln.
Verschiedene Bodenarten fördern jeweils das Vorkommen besonderer Wildbienen, da sie unterschiedliche Materialien zum Nestbau benutzen; 75 % nisten im Boden.

## Arten-Unterteilung nach Sozialität der Lebensweise
Wildbienenarten können nach ihrer Lebensweise in drei Großgruppen eingeteilt werden:

### Bienen mit sozialer Lebensweise

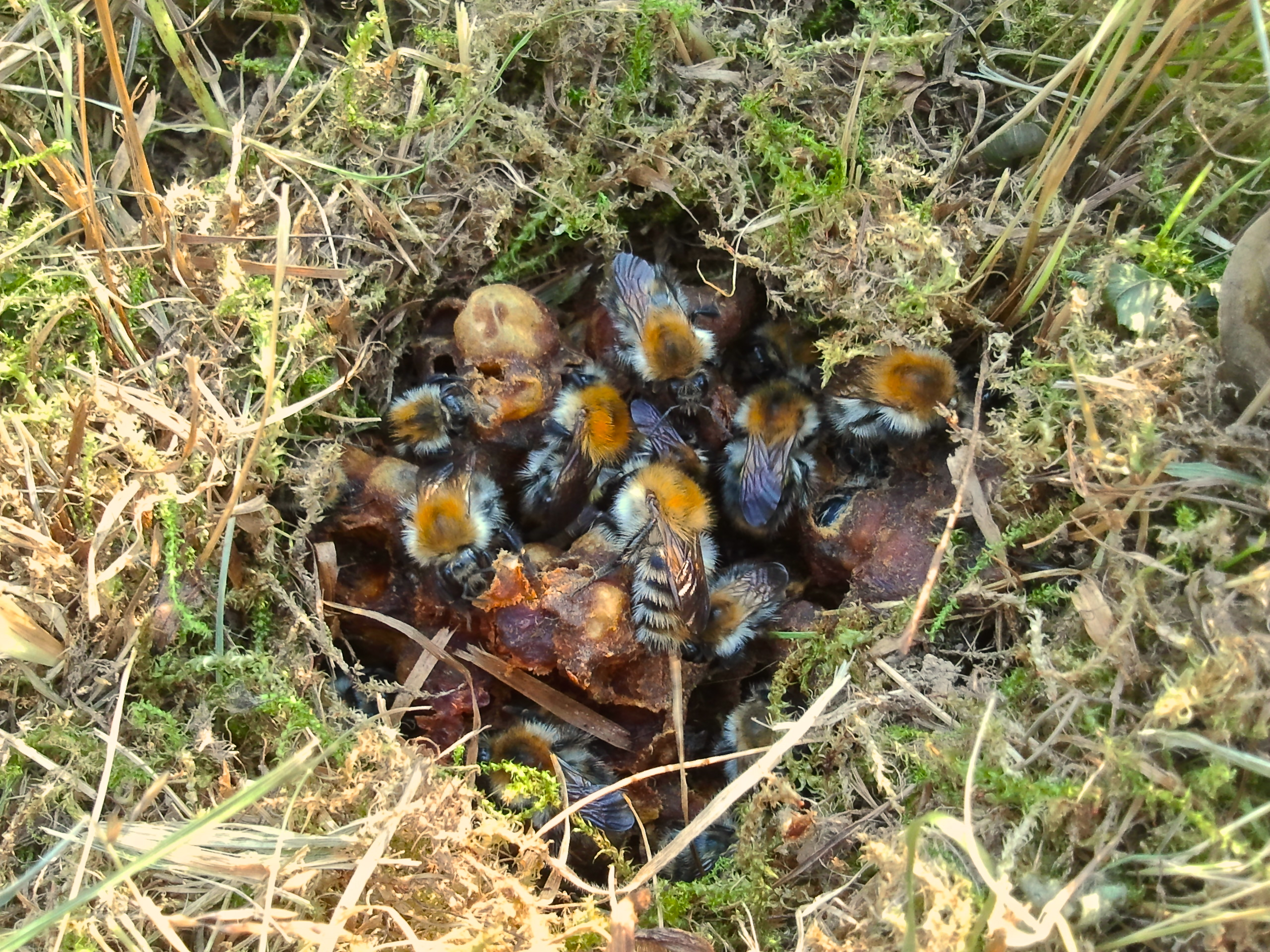
Oberirdisches Ackerhummel-Nest (obere Wachsabdeckung der Nestkugel wurde entfernt)

Bienen mit sozialer Lebensweise sind die Furchenbienen, Hummeln und Honigbienen. Diese Bienen betreiben im Gegensatz zu Solitärbienen Brutpflege; sie versorgen und füttern ihren Nachwuchs, wenn dieser schlüpft und treten mit ihm in Wechselwirkung. Es besteht Arbeitsteilung, mehrere unterscheidbare Teilgruppen, die Kasten genannt werden, erfüllen arbeitsteilig verschiedene Aufgaben. Mehrere Generationen leben zusammen, meist in Familienverbänden aus Müttern und Töchtern.
Zu den primitiv eusozialen Arten gehören die Furchenbienen der Gattungen Halictus und Lasioglossum. Bei ihnen unterscheiden sich die Individuen der Kasten nur im Verhalten oder ggf. der Physiologie, aber nicht morphologisch. Es gibt hier verschiedene Stadien der sozialen Lebensweise: manche Arten bilden Nestaggregationen (d. h. mehrere Weibchen nisten nahe beieinander) und bei anderen Arten benutzen mehrere Weibchen ein gemeinsames Nest. Bei wieder anderen Arten kommen echte Arbeiterinnen vor, d. h. einige Weibchen versorgen im gemeinsamen Nest die Brut ihrer Mutter, anstatt eigenen Nachwuchs großzuziehen (wie zum Beispiel die o. g. Hummeln und die Honigbiene). Ein Beispiel hierfür sind die Waben der Vierbindigen Furchenbiene (Halictus quadricinctus).
Komplex eusoziale Arten unterscheiden sich in Verhalten, Physiologie, Körpergröße und unterschiedlicher Morphologie mit unterschiedlichen Körpermerkmalen. Hierzu gehören die Honigbienen (Apini) und die stachellosen Bienen (Meliponini).
Die Hummeln (Bombus) stehen zwischen primitiv und komplex eusozial. Ein Honigbienenvolk besteht kontinuierlich über mehrere Jahre, ganz im Gegensatz zu den Hummeln. Hier ist dieses Verhalten nur in einem bestimmten Zeitraum, in der Vegetationszeit zu finden. Danach löst sich der Staat auf und alle Tiere sterben ab, bis auf die jungen, bereits begatteten Königinnen. Diese fliegen aus und suchen sich geschützte Verstecke zum Überwintern, um dann im nächsten Frühjahr wieder ein neues Volk zu gründen.

### Solitär lebende Bienen

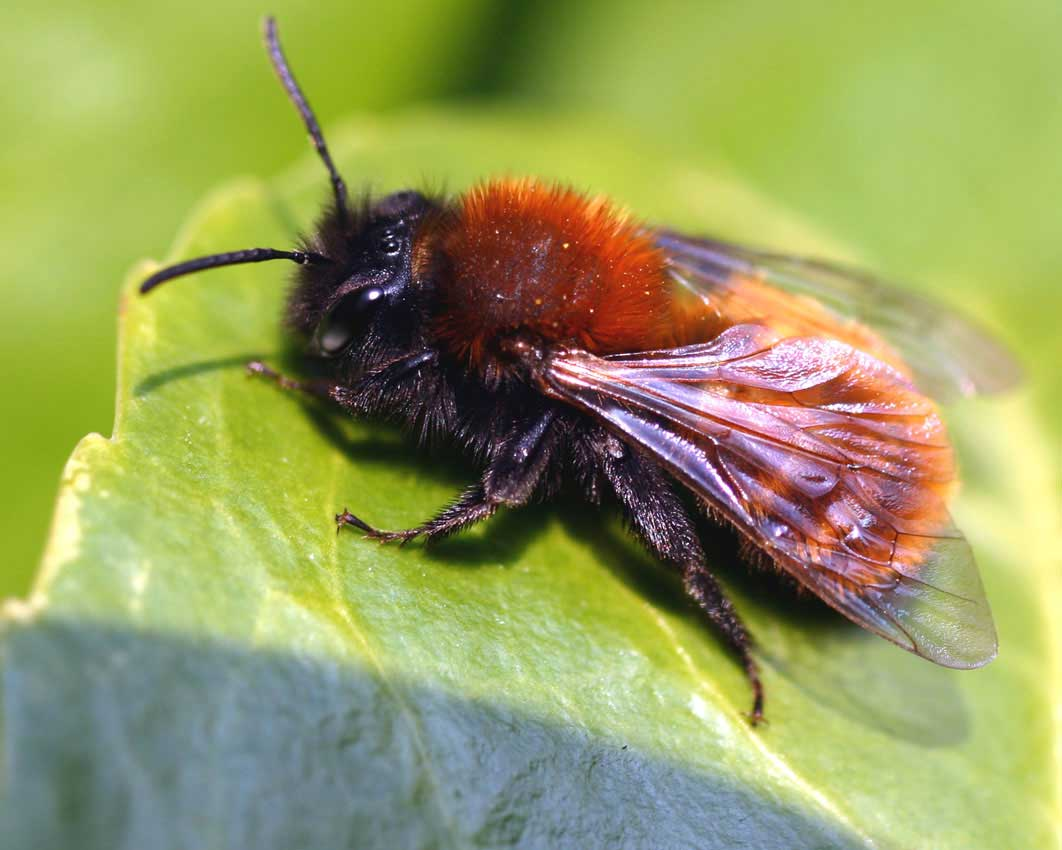
Rotpelzige Sandbiene (Andrena fulva)

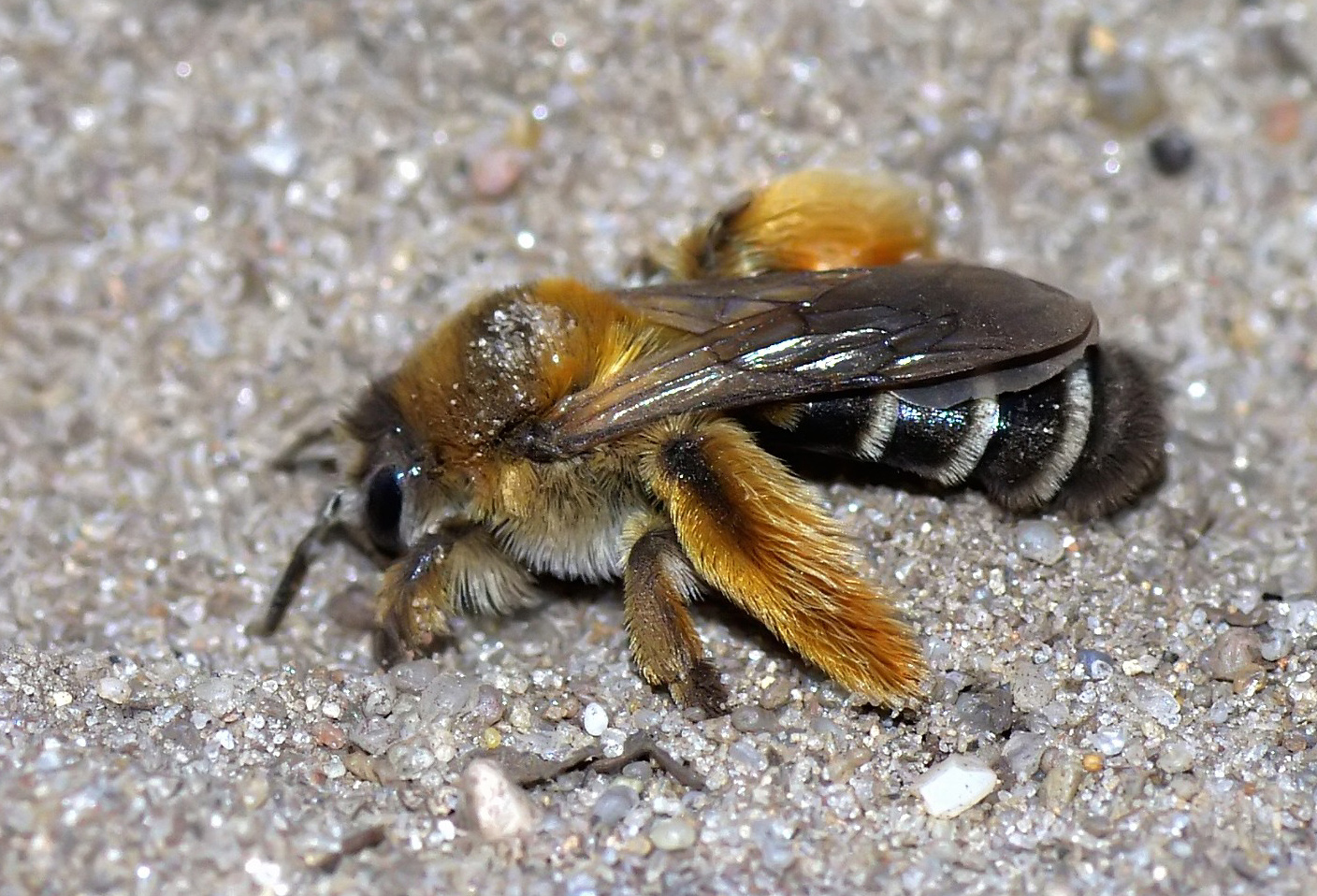
Weibchen einer Hosenbiene Dasypoda altercator (= D. hirtipes) mit auffällig behaarten Hinterbeinen

Die solitär lebenden Bienen, so genannte Einsiedlerbienen, sind mit einem Anteil von 95 % der Arten die größte dieser drei Gruppen: Die Einsiedlerbienen sind Einzelgänger und sowohl Weibchen wie Männchen, die meist als Puppe oder junge, in der Puppenhülle eingeschlossene Imagines überwintert haben, kommen im Frühjahr des nächsten Jahres aus der Brutröhre heraus, um für Nachkommen zu sorgen. Da die Individuen dieser Arten nur wenige Wochen leben, beginnt das Weibchen nach der Paarung sofort mit dem Nestbau und der Sammlung von Nektar und Pollen. Die eingeholte Nahrung dient nur zum kleinen Teil der Deckung des eigenen Bedarfes. Vielmehr lagert die Biene die Nahrung in einer Brutzelle ein, in die sie, wenn ausreichend Nektar und Pollen angesammelt sind, ein Ei ablegt. Daraufhin verschließt sie das Gelege mit einer Trennwand aus Lehm u. a., um weitere Brutröhren anzulegen. Dieses Verhalten wird als Brutfürsorge bezeichnet. Die später schlüpfende Larve kann sich dann vom angesammelten Proviant ernähren und entwickelt sich zur ausgewachsenen Biene.

### Kuckucksbienen
Die dritte und letzte Gruppe sind die Kuckucksbienen: Sie bauen, anders als ihre Verwandten aus den vorherigen Gruppen, keine eigenen Nester, sondern haben sich darauf spezialisiert, fremde Nester für die Aufzucht ihrer eigenen Brut zu nutzen – wie der Kuckuck, daher der Name. Sie nutzen die Situation, wenn die Nestbauerin (meist eine Solitärbiene) gerade auf Pollensuche ist, und legen ihre Eier in die fremde Brutzelle, die schon teilweise mit Vorrat gefüllt ist. Die fremden Eier oder Larven werden dabei teilweise ebenfalls zu Futtervorräten. Nehmen die schmarotzenden Bienen in einer Wirtspopulation überhand, bricht diese im nächsten Jahr bei ungünstigen Verhältnissen zusammen, da nun die Anzahl der Schmarotzer die der Wirte übersteigt. Folgerichtig verschwinden dann auch alle Schmarotzer. Einzelne überlebende oder eingewanderte Solitärbienen bauen nach und nach von neuem eine Wirtspopulation auf, und bald ist auch wieder die Schmarotzerart zu finden. Kuckucksbienen bevorzugen oft die gleichen Pflanzen als Nahrungsquellen wie ihre Wirtsbienen. Rund 25 % der heimischen Wildbienenarten sind Kuckucksbienen. Beispiele für Kuckucksbienen sind Arten der Blutbienen (Sphecodes spec.), Kegelbienen (Coelioxys spec.) und Fleckenbienen (Crocisa spec.).

## Wildbiene des Jahres
Als Aktion des Arbeitskreises Wildbienen-Kataster, der Landesanstalt für Bienenkunde Baden-Württemberg sowie der Imkerverbände Badens und Württembergs benennt seit 2013 das Kuratorium „Wildbiene des Jahres“ „alljährlich eine besonders interessante Wildbienenart […], um einen Einblick in die faszinierende Welt der Wildbienen zu ermöglichen“:
Folgende Arten wurden seit dem Jahr 2013 zur „Wildbiene des Jahres“ ausgewählt:
- 2013: Zweifarbige Schneckenhausbiene (Osmia bicolor)
- 2014: Garten-Wollbiene (Anthidium manicatum)
- 2015: Zaunrüben-Sandbiene (Andrena florea)
- 2016: Waldhummel (Bombus sylvarum)
- 2017: Knautien-Sandbiene (Andrena hattorfiana)
- 2018: Gelbbindige Furchenbiene (Halictus scabiosae)
- 2019: Senf-Blauschillersandbiene (Andrena agilissima)
- 2020: Auen-Schenkelbiene (Macropis europaea)
- 2021: Mai-Langhornbiene (Eucera nigrescens)
- 2022: Rainfarn-Maskenbiene (Hylaeus nigritus)
- 2023: Frühlings-Seidenbiene (Colletes cunicularius)
- 2024: Große Holzbiene (Xylocopa violacea)
- 2025: Garten-Blattschneiderbiene (Megachile willughbiella)

Für das Jahr 2019 wurde außerdem die Rote Mauerbiene zum „Insekt des Jahres“ gewählt.

## Gefährdung und Schutz
Mehr als 50 % der deutschen Wildbienenarten stehen auf der Roten Liste gefährdeter Arten, 7 % sind inzwischen verschollen und höchstwahrscheinlich ausgestorben. In der Schweiz sind 45 % der heimischen Wildbienen gefährdet, davon sind 9,6 % in der Schweiz ausgestorben. Wildbienen sind zwar in Deutschland laut Bundesartenschutzverordnung geschützt, aber es wird auch darauf hingewiesen, dass die Wirkung des gesetzlichen Naturschutzes „umstritten“ ist. Es gibt eine Reihe von Initiativen zur Förderung der Bestände, z. B. von der Deutschen Wildtierstiftung, aber die wirklichen Ursachen, vor allem Verlust des Lebensraumes und die vielfältigen Schadstoffbelastungen, führen zu immer weiterem Rückgang der Bestände.
Honigbienen können Viren wie z. B. das Flügeldeformationsvirus auf Wildbienen und Hummeln übertragen. Honigbienen stehen auch sonst in Konkurrenz zu den Wildbienen. Da die Blütenflächen beschränkt sind, kann es wegen der hohen Dichte an Honigbienenvölkern, besonders in den Städten, zu einem Nahrungsmangel kommen.
Dass Wildbienen in ihrem Bestand gefährdet sind, ist insbesondere wegen ihrer Bedeutung als Bestäuber von Gewicht. Die Bestäubung durch Wildbienen und Hummeln setzt bereits im März ein, in der Regel also einige Zeit vor der Bestäubung durch Honigbienen. Sie findet dabei auch bei Kälte und bedecktem Himmel statt. So zählen diese Insekten im Garten wie mittlerweile auch im Erwerbsobstbau (ein Individuum bestäubt bis zu 5000 Blüten pro Tag) zu den erwünschten Nützlingen. (Dies gilt auch für die Schadinsektenvertilgung durch Grab- und Solitärwespen – nicht zu verwechseln mit den staatenbildenden Echten Wespen).
Den Bestand von Wildbienen kann man unter anderem durch Schutz und Bereitstellung von Nistplätzen oder der Trachtpflanzen unterstützen:

### Unterstützung der Ansiedlung in Feld, Acker und Garten

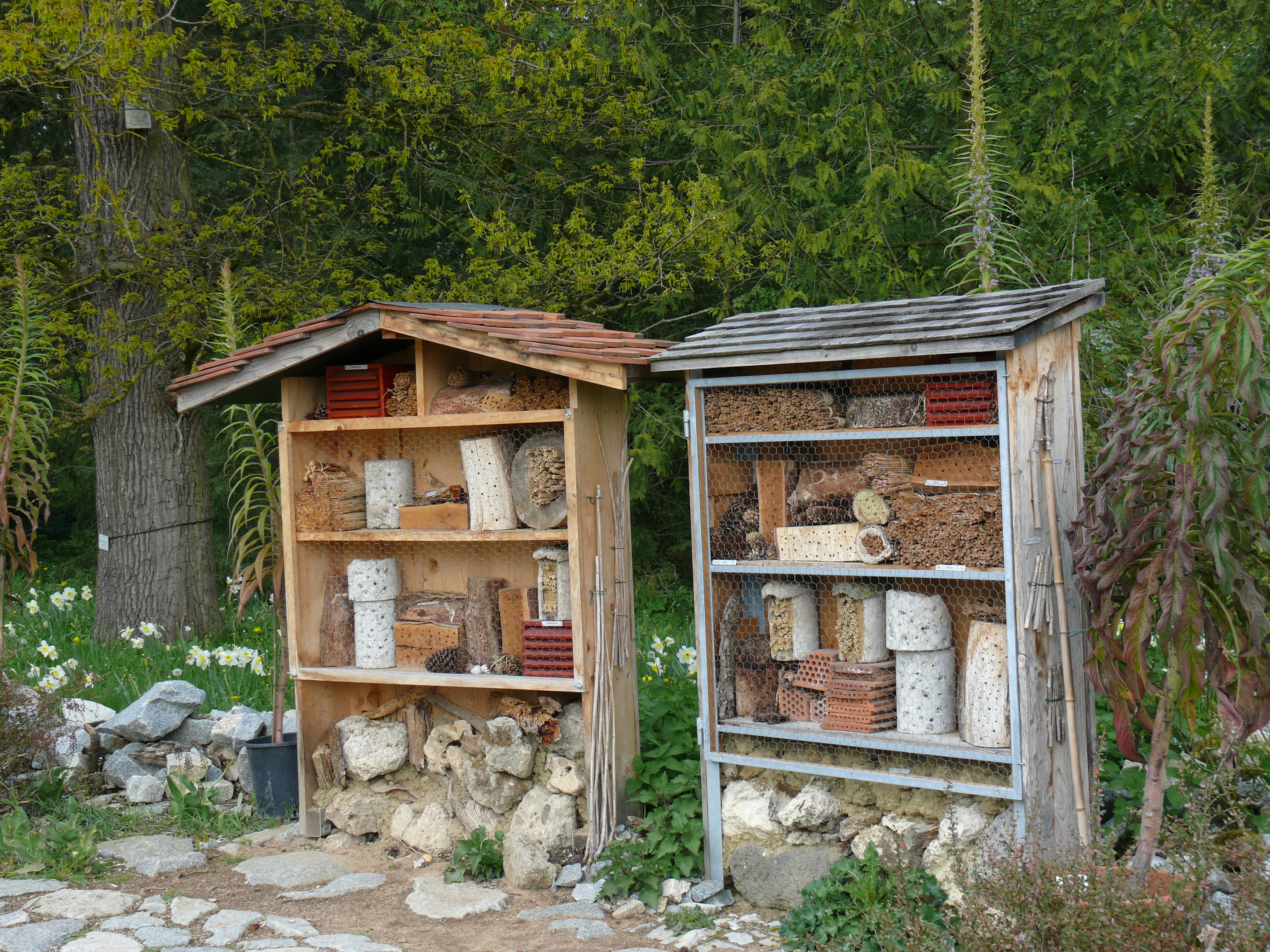
Zwei Insektennisthilfen im Botanischen Garten München

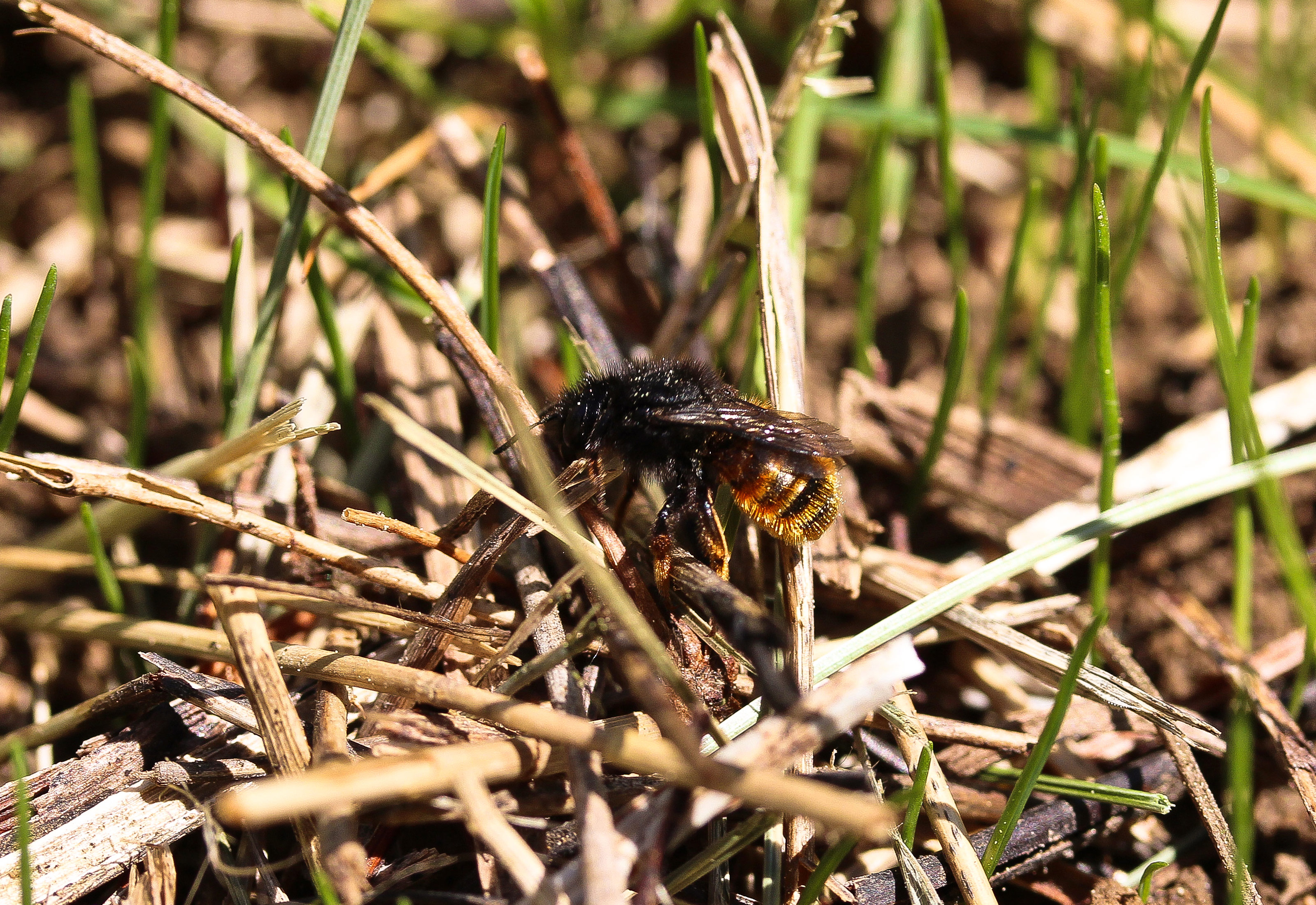
Wildbiene (Osmia bicolor) beim Tarnen des in einem Schneckenhaus befindlichen Geleges mit Grashalmen.

Durch Artenarmut und Neigung zu maschinengerechter „Aufgeräumtheit“ in der industriellen Land- und Forstwirtschaft, d. h. durch die schnelle Beseitigung von Totholz, Trockenhalmen, Reisighaufen und Lesesteinhaufen selbst in optisch nicht störenden, sogenannten „toten Winkeln“ und am Ackerrand, sind viele natürliche Lebensräume von Wildbienen geschädigt oder zerstört worden. Insbesondere Ruderalflächen sind oft von besonderer Bedeutung und sollten deshalb erhalten bleiben.
Um ihre längerfristige Ansiedlung und Vermehrung zu fördern, kann man als teilweisen Ersatz geeignete Wohnstätten und Nistgelegenheiten schaffen. Rund drei Viertel der heimischen Bienenarten nisten im Boden. Für diese kann man Sand- und Lehmflächen anlegen, die möglichst vor Regen geschützt sind, oder an sonnenexponierten Stellen kleine Hügel aus lehmigem Sand errichten, die mit Holz oder Steinen stabilisiert sind. Ansammlungen von Nestern z. B. an unbefestigten Wegen oder an Heckenrändern sind unbedingt zu schützen, da es bei Wildbienen, die im Boden nisten, oft Jahre dauern kann, bis sich eine neue Nestansammlung entwickelt. Manche Arten nisten in Steilwänden. Diese kann man z. B. durch die Anlage von Trockenmauern unterstützen.
Die Hohlraumbewohner unter den Wildbienen kann man durch Angebote von Wildbienenhotels unterstützen. Der ideale Standort für ein Wildbienenhotel ist vollsonnig und witterungsgeschützt. So wird einerseits sichergestellt, dass die für die Brut benötigte Wärme vorhanden ist, andererseits ist ausreichender Schutz vor Wind und Niederschlägen vorhanden, so dass die Insekten das künstliche Quartier gut annehmen und die verbauten Naturmaterialien so möglichst lange halten. Gerne angenommenes Inventar eines Wildbienenhotels sind spezielle Bienensteine aus gebranntem Ton oder Hartholz-Nistblöcke mit sauber und splitterfrei hergestellten Sackbohrungen mit Durchmessern zwischen drei und neun Millimetern. Auch hohle Pflanzenstängel wie Bambus, Schilf oder Stroh werden gerne besiedelt, müssen aber am hinteren Ende verschlossen sein. Andere Arten wiederum bevorzugen markhaltige Pflanzenstängel als Nistgelegenheit (vorzugsweise Brombeerstängel) und nagen ihre Nistgänge ins Mark. Darüber hinaus gibt es Arten, die vergrautes Holz benötigen, in frischem Holz nisten sie nicht. Verlassene Röhren von Käferlarven, ehemals bewohnte Gallwespenblasen oder Schneckenhäuser werden ebenfalls von einzelnen Spezies als Wohnstätten genutzt.
Heimwerker orientieren sich beim Selbstbau von Wildbienenhotels häufig an käuflichen Modellen aus Baumärkten, Gartencentern oder dem Internethandel, die aber vermutlich aus betriebswirtschaftlichen und marktpsychologischen Gründen oftmals nicht fachgerecht ausgeführt sind. Dadurch vererben sich die Fehler nach dem Schneeballsystem. Die am meisten verbreiteten Fehler sind Bohrungen ins Stirnholz von Baumscheiben und die Verwendung von Hohllochziegeln, deren quaderförmige Hohlkammern von den Wildbienen nicht angenommen werden.
Für Hummeln sollte man Nistkästen aufstellen. Derlei Maßnahmen sind häufig die einzigen, wie ein Einzelner einen unkomplizierten, direkten Beitrag zum Schutz von Wildbienen leisten kann. Allerdings helfen sie nur einem begrenzten Spektrum eher häufiger Arten. Hoch gefährdete bzw. seltene Spezialisten sind vielfach abseits der urbanen Lebensräume anzutreffen.

### Trachtpflanzen für Wildbienen
Da viele Arten von Wildbienen bestimmte Pflanzen benötigen, um ihren Larvenproviant zu sammeln, kann es sehr hilfreich sein, die entsprechenden Bestände an Nahrungspflanzen zu schützen oder zu verbreiten. Dazu muss man natürlich die Bedürfnisse der jeweiligen Zielart kennen. Es kann aber auch hilfreich sein, gezielt Samen („Blühmischungen“) auszubringen oder bestehende blütenreiche Bestände (Bäume, Sträucher, Wildblumen) zu erhalten und zu pflegen. Wenn Samen ausgebreitet werden, dann ist darauf zu achten, dass gebietseigene Herkünfte (gebietseigenes Saatgut und gebietseigene Gehölze) aus zertifizierten Mischungen verwendet werden. Es ist zu beachten, dass in der freien Natur (außerhalb des Siedlungsbereiches) ab 2020 nach § 40 Bundesnaturschutzgesetz nur noch gebietseigene Herkünfte ausgebracht werden dürfen. Viele der von Discountern oder in Baumärkten angebotenen Blühmischungen sind wertlos, weil die blühenden Pflanzenarten zwar schön aussehen, aber von den Bienen nicht genutzt werden können. Es handelt sich hier zumeist um Zuchtsaatgut, nicht um Wildpflanzen. Zudem enthalten einige dieser Mischungen zum Teil auch Neophyten oder sogar invasive oder potenziell invasive „Plagepflanzen“-Arten.

## Gefahr für den Menschen
Wildbienen greifen von sich aus niemanden an. Während Honigbienen und manche Hummelarten in der Nähe des Nestes einen Störenfried gezielt angreifen und zu vertreiben versuchen, kommt es bei den anderen heimischen Bienen nur dann zu einem Stich, wenn sich die Weibchen individuell bedroht fühlen, etwa wenn man die Tiere zwischen den Fingern drückt, mit bloßen Füßen auf sie tritt oder sie zwischen Bekleidung und Haut geraten. Manche Wildbienen, wie die Arten der Gattungen Andrena (Sandbienen) und Hylaeus (Maskenbienen), können die menschliche Haut mit ihrem Stachel nicht durchbohren. Lediglich Weibchen besitzen einen Stachel, da dieser phylogenetisch von einem Legebohrer abstammt.

## Filme
- Biene Majas wilde Schwestern. Dokumentarfilm von Jan Haft
- My Garden of a Thousand Bees. - Mein Garten, reich an Bienen. 2021 - Dokumentarfilm von Martin Dohrn